# زبد البحر

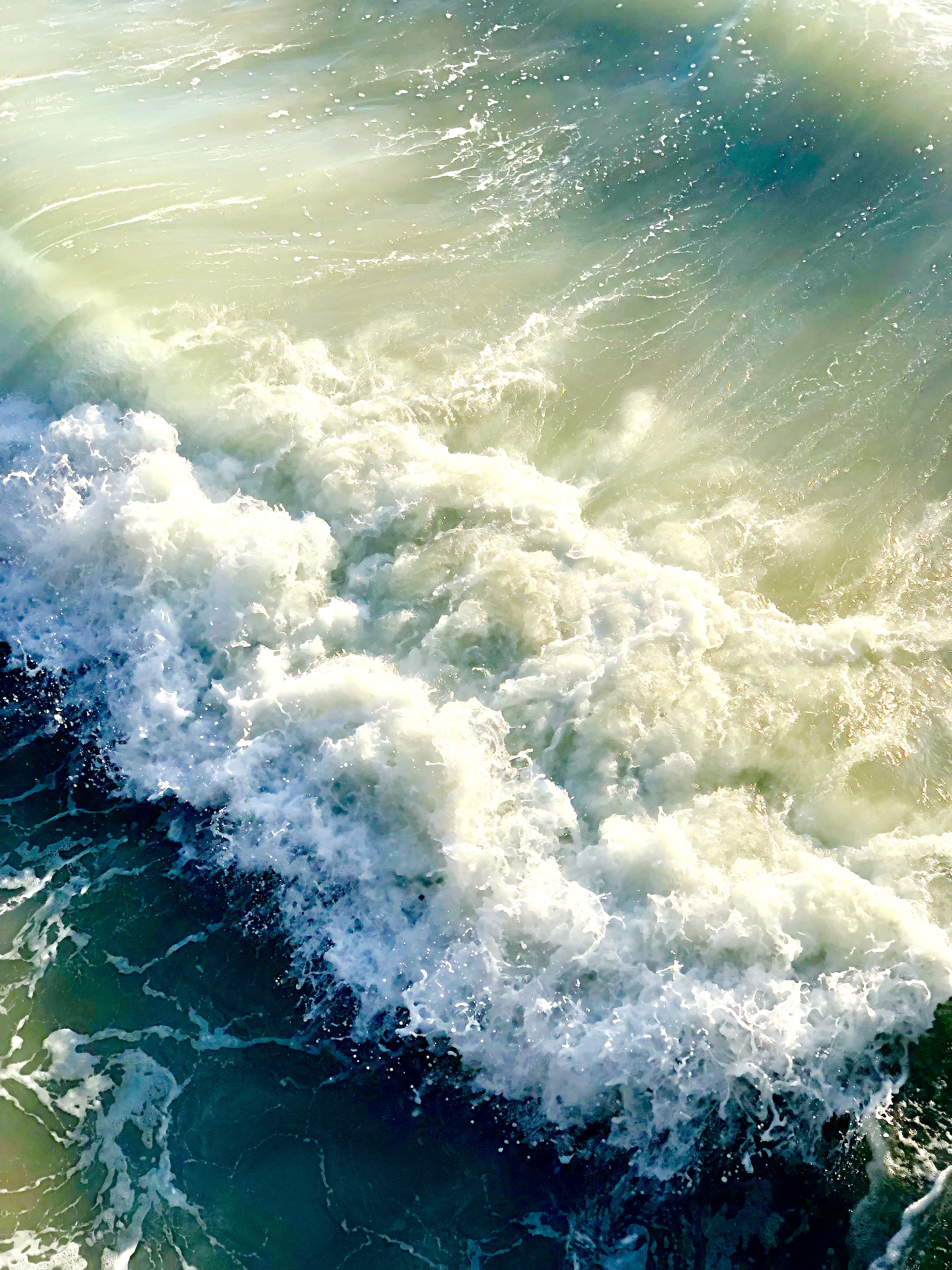
زبد البحر.

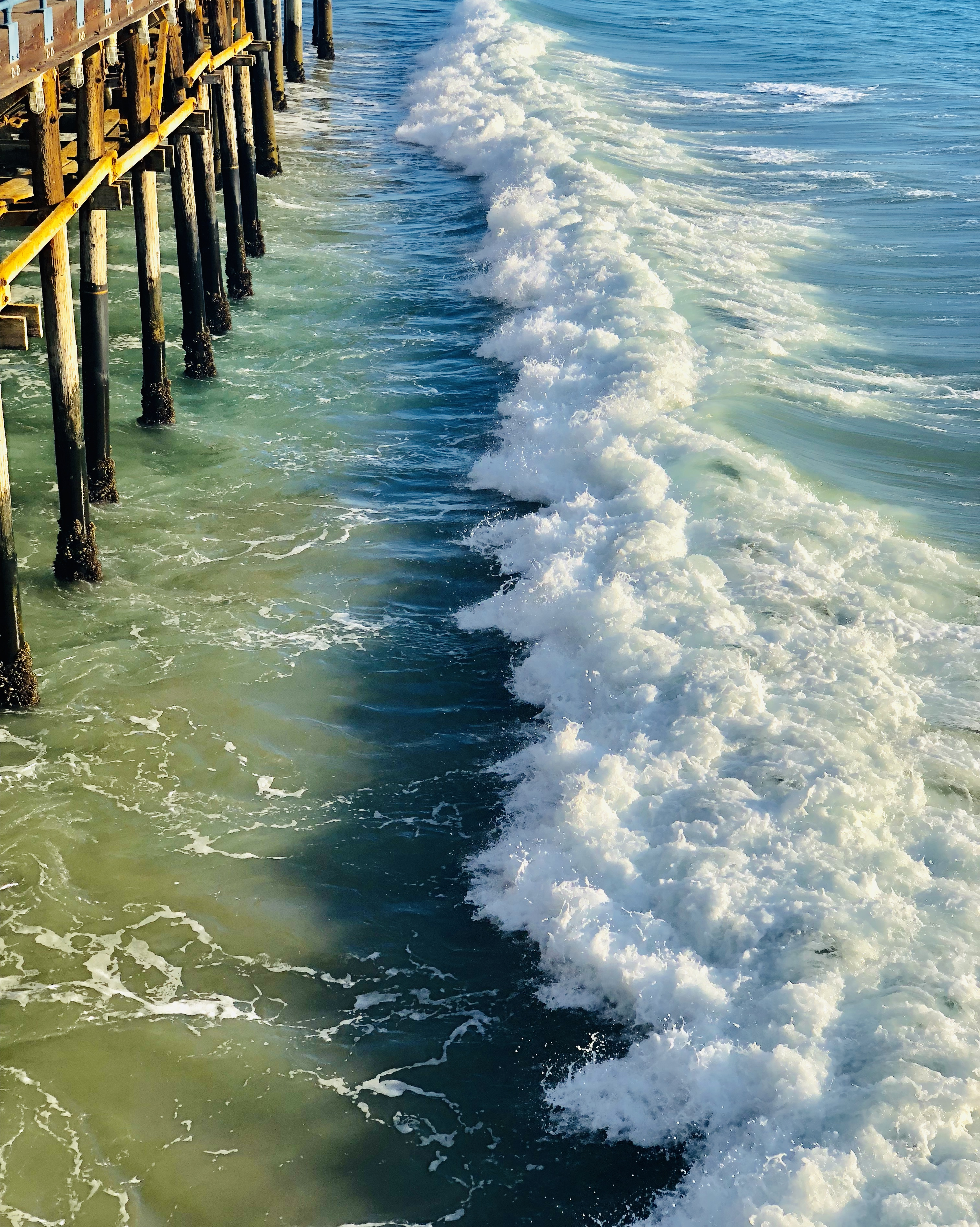
زبدة البحر وهي تطفو فوق الأمواج

زَبَد البحر أو رغوة البحر أو رغوة المحيط ظاهرة تحدث في جميع البحار نتيجة امتزاج شديد لما تحمله مياه البحر من شوائب ومواد عضوية وأملاح ونباتات ميتة وأسماك متعفنة مما يؤدي لتشكل رغوة خفيفة جداً، ولكنها تمتد أحياناً لمسافة خمسين كيلو متراً. تتكون من تركيزات أعلى من المواد العضوية المذابة (بما في ذلك البروتينات ، اللجنين ، والدهون) المشتقة من مصادر مثل الانهيار البحري من الطحالب الطحلبية طريقة تكوينها تحدث عندما يتم تحريك مياه البحر عن طريق كسر الأمواج في منطقة الأمواج المتاخمة للشاطئ ، فإن المواد الخافضة للتوتر السطحي تحت هذه الظروف المضطربة تحبس الهواء ، وتشكل فقاعات مستمرة تلتصق ببعضها البعض من خلال التوتر السطحي.

## التشكيل
يتشكل زبد البحر في ظروف مشابهة لتشكيل رذاذ البحر. أحد الفروق الرئيسية بينهما هو وجود تركيزات أعلى من المواد العضوية المذابة من الطحالب الكبيرة والعوالق النباتية في زبد البحر. توفر المادة العضوية المذابة في المياه السطحية، التي يمكن أن تُستمد من البيئة الطبيعية أو من مصادر من صنع الإنسان، الاستقرار للزبد البحري الناتج.
تشمل العمليات الفيزيائية التي تُسهم في تشكيل زبد البحر تكسر الأمواج السطحية وحبس الفقاعات وتكوّن موجة مزبدة. ويؤدي كسر الأمواج السطحية إلى حقن هواء من الغلاف الجوي في عمود الماء، ما يؤدي إلى تشكيل فقاعات. تُنقل هذه الفقاعات نحو الأعلى لبضعة أمتار فوق سطح المحيط بسبب طفوها. وتذوب الفقاعات الصغيرة المحبوسة في العمود المائي تمامًا، ما يؤدي إلى ارتفاع نسب الغازات المذابة في سطح المحيط. تعود الفقاعات التي لم تذوب في النهاية إلى السطح. تُراكم هذه الفقاعات، مع ارتفاعها، مواد كارهة للماء. يعمل وجود المواد العضوية المذابة على تثبيت الفقاعات، وتجميعها معًا كزبد بحري. تشير بعض الدراسات المتعلقة بزبد البحر إلى أن تكسير الخلايا الطحلبية خلال فترات الأمواج الشديدة يزيد احتمالية إنتاج زبد البحر.
يمكن أن تسهم قطرات المطر المتساقطة على سطح البحر أيضًا في تشكيل زبد البحر وإزالته. أثبتت بعض الدراسات غير الميكانيكية زيادة تشكيل زبد البحر عند ارتفاع معدلات سقوط الأمطار. يمكن أن تؤثر الاضطرابات في الطبقة المختلطة السطحية على تركيز المواد العضوية المذابة وتساعد في تكوّن زبد ذي كثافة غذائية.

## التكوين

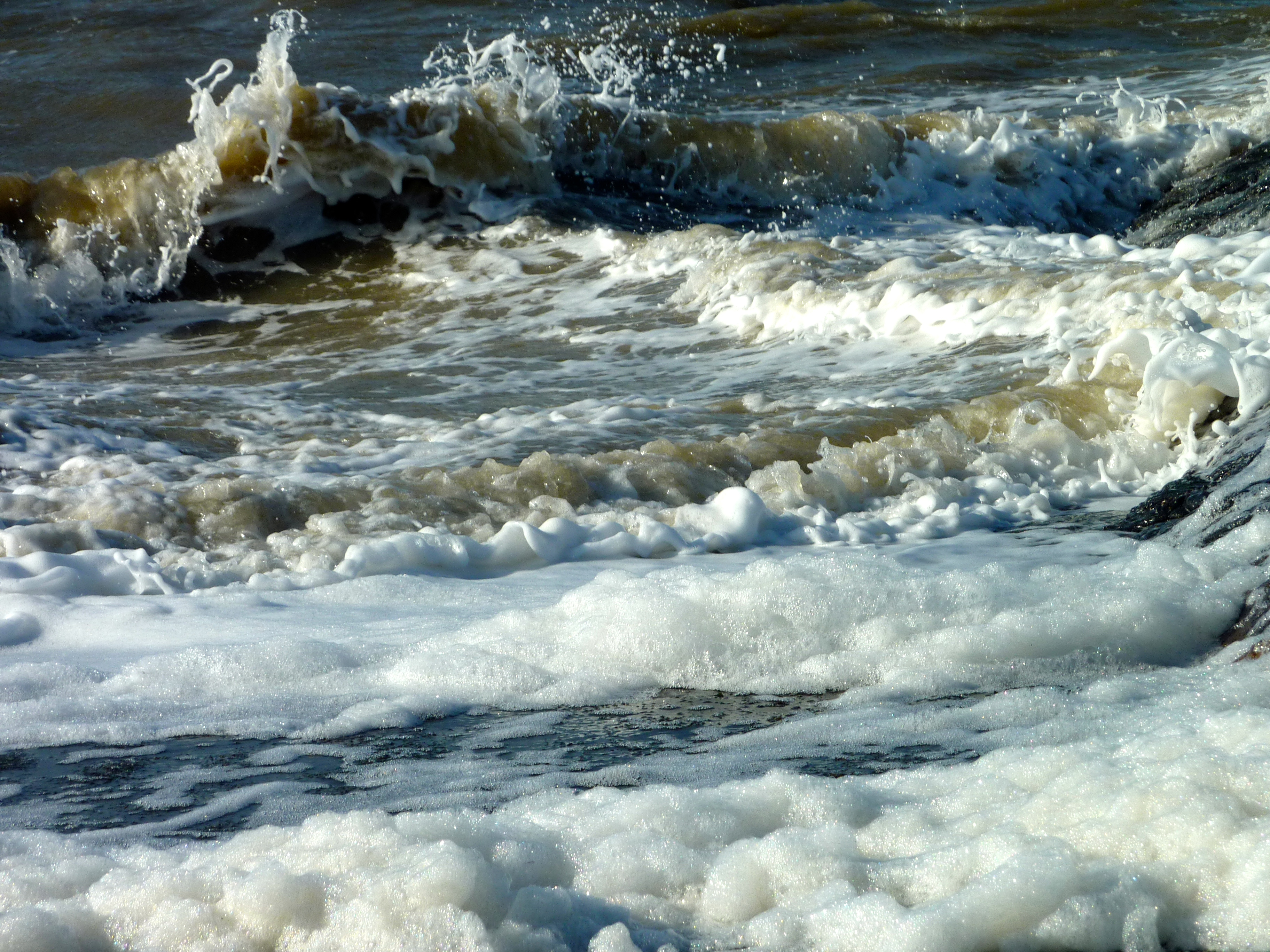
بحر الشمال بالقرب من Dagebüll

يتكون زبد البحر عادةً من خليط من المواد العضوية المتحللة، بما في ذلك العوالق الحيوانية، والعوالق النباتية، والطحالب (بما في ذلك الدياتومات)، والبكتيريا، والفطريات، والأوليات وحتات النباتات الوعائية، ولكن تختلف كل حالة من زبد البحر في محتوياتها الدقيقة. في بعض المناطق، وجد زبد بحر يتكون أساسًا من البروتين، مهيمنًا في كل من الزبد الجديد والقديم، بالإضافة إلى الليبيدات والكربوهيدرات. يشير التركيز غني البروتين وقليل الكربوهيدرات إلى أن السكريات توجد أصلًا في الصمغ النباتي المحيط الذي تنشئه الطحالب، أو في المادة النباتية التي استهلكتها البكتيريا بسرعة. أظهرت أبحاث إضافية أن نسبة صغيرة من الوزن الجاف في زبد البحر هي كربون عضوي، يحتوي على فينولات وسكريات وسكريات أمينية وأحماض أمينية. أسهمت معدلات الوفيات المرتفعة لأعداد غفيرة من الشقائق الأسطوانية مزدوجة الأرجل (كورفوم فولوتاتور) في خليج فوندي بسبب النفوق الطبيعي، وكذلك بسبب افتراس الطيور البحرية المهاجرة لها، في إنتاج أنواع من السكريات الأمينية انطلقت في البيئة المحيطة، ومن ثم في زبد البحر.
وجد أن المادة العضوية في زبد البحر تزداد بشكل ملحوظ بازدهار العوالق النباتية في المنطقة. أظهرت بعض الأبحاث تركيزات عالية جدًا من العوالق الدقيقة في زبد البحر، مع وجود عوالق نباتية ذاتية التغذية أكثر بكثير من الكائنات غير ذاتية التغذية، تُعد بعض الأزباد غنية بمستعمرة الدياتوم خاصةً، التي يمكن أن تشكل غالبية الكتلة الحيوية للطحالب الدقيقة في بعض الحالات. توجد مجموعة متنوعة من البكتيريا أيضًا في زبد البحر. ويملك الزبد القديم عادةً كثافة أعلى من البكتيريا. وجدت إحدى الدراسات أن 95% من بكتيريا زبد البحر كانت قصبية الشكل، في حين احتوت المياه المحيطية السطحية غالبًا على بكتيريا مكوّراتية الشكل و5 % - 10% فقط بكتيريا قصبية الشكل. هناك أيضًا تفاوتات موسمية في تكوين زبد البحر؛ فهناك وجود موسمي لحبوب اللقاح في زبد البحر في بعض المناطق، يمكنه تغيير كيمياء زبد البحر. رغم أن الزبد ليس سامًا بطبيعته، يمكن أن يحتوي على تركيزات عالية من الملوثات. فقد تُغلف فقاعات الزبد، أو تحتوي على تلك المواد التي قد تتضمن مركبات بترولية ومبيدات آفات ومبيدات الأعشاب.